# V521 Близнецов
V521 Близнецов (лат. V521 Geminorum) — двойная затменная переменная звезда типа W Большой Медведицы (EW) в созвездии Близнецов на расстоянии приблизительно 1 515 световых лет (около 464 парсек) от Солнца. Видимая звёздная величина звезды — от +11,65m до +11,18m. Орбитальный период — около 0,4129 суток (9,9098 часа).

## Характеристики
Первый компонент — жёлто-белая звезда спектрального класса F. Радиус — около 1,72 солнечного, светимость — около 4,558 солнечных. Эффективная температура — около 6440 К.
Второй компонент — жёлто-белая звезда спектрального класса F.